# Héctor Valdés
Héctor Alberto Valdés Phillips (Santiago, 12 de diciembre de 1918-30 de septiembre de 2016), fue un arquitecto chileno. Fue presidente del Colegio de Arquitectos de Chile entre 1971 y 1975. Ganó el Premio Nacional de Arquitectura en 1976.

## Biografía
Nació en Santiago, segundo hijo de Alberto Valdés Alfonso e Isabel Phillips Sánchez. Estudió en el Liceo Alemán de Santiago y en 1936 ingresó a la Escuela de Arquitectura de la Pontificia Universidad Católica de Chile. Luego de titularse, fue ayudante de cátedra y profesor  de su alma mater por más de 15 años.
Entre 1964 y 1965 fue presidente de la Sociedad Constructora de Establecimientos Educacionales. Entre 1965 y 1969 se desempeñó como Vicepresidente Ejecutivo de la CORVI (Corporación para la Vivienda), equivalente al actual Ministerio de Vivienda. Paralelamente es invitado por la Universidad de Cornell, desistiendo debido a la designación en CORVI. 
Fue presidente del Colegio de Arquitectos de Chile entre 1971 y 1975. Como parte de su gestión, incentivó la participación de éste en el debate por el desarrollo de la Línea 1 del Metro de Santiago, adquirieron la actual sede nacional ubicada en Alameda 115 en Santiago y también propició la creación de la Revista del Colegio, Revista C&A.
Fue también miembro del Consejo de Monumentos Nacionales.
Se casó con Ana Ruiz Ossa, con quien tuvo 6 hijos.

## Obras destacadas
Entre sus primeros proyectos, destaca la casa Labbé, proyectada en conjunto con Emilio Duhart.
Posteriormente formó parte de una de las oficinas de arquitectura más emblemáticas de Chile por más de 25 años: BVCH, integrada por Carlos Bresciani, Héctor Valdés, Fernando Castillo y Carlos García Huidobro, que se destacó por consolidar una tendencia moderna, radical y desafiante de la arquitectura. Tres de los cuatro socios fueron galardonados con el Premio Nacional de Arquitectura. Entre sus obras más connotadas estuvieron las Torres de Tajamar, el Casino de Arica, la Unidad Vecinal Portales, la Universidad Técnica del Estado, el casino de la CAP en Huachipato, la Hostería de Chañaral, los Conjuntos Habitacionales Estadio y Chinchorro en Arica, etc. 
"En 1962 el Instituto de Arte Americano e Investigaciones Estéticas de la Universidad de Buenos Aires dedica el N° 7 de su serie anual Arquitectos Americanos Contemporáneos a BVCH".
El especial interés de Valdés por los conjuntos residenciales se puede constatar en la Unidad Vecinal Portales, el Edificio Empart y la Población Chinchorro de Arica, proyectados para dar solución práctica al problema habitacional colectivo, generando relaciones espaciales funcionales, con lo que materializó ideas que hasta ese momento se manejaban sólo a nivel teórico.
Destaca también el conjunto habitacional Matta Viel, donde se nota particularmente la mano de Valdés. Como se lee en la revista V&D, "aunque la Unidad Vecinal Portales, que fue posterior, opacó esta obra, un número de la publicación Cuadernos de Arquitectura (de Barcelona) describió ambos conjuntos residenciales, en 1961, como representativos de una nueva fase de la arquitectura en América Latina".

## Premios y reconocimientos
- Miembro Honorario Sociedad Central de Arquitectos de Buenos Aires, 1971.
- Socio Honorario de la Sociedad de Arquitectos Mexicanos, 1975.
- Premio Nacional de Arquitectura, 1976.[9]
- Miembro Honorario de la Facultad de Arquitectura y Construcción Civil, Universidad del Bío Bío, Concepción, Chile, 1983.
- Miembro Honorario Colegio de Arquitectos de Bolivia, 1989.